# 16710 Kluyver
16710 Kluyver è un asteroide della fascia principale. Scoperto nel 1995, presenta un'orbita caratterizzata da un semiasse maggiore pari a 2,3232087 au e da un'eccentricità di 0,1737430, inclinata di 7,09028° rispetto all'eclittica.